# Store Egholm
Store Egholm är en ö i Danmark. Den ligger i Region Syddanmark, i den södra delen av landet. Arean är 0,47 kvadratkilometer. Den sträcker sig 0,9 kilometer i nord-sydlig riktning, och 0,9 kilometer i öst-västlig riktning. På Store Egholm finns främst betesmarker och några byggnader.